# Dracophyllum pyramidale
Dracophyllum pyramidale är en ljungväxtart som beskrevs av Walter Reginald Brook Oliver. Dracophyllum pyramidale ingår i släktet Dracophyllum och familjen ljungväxter. Inga underarter finns listade i Catalogue of Life.